# Frynset tørvemos
Frynset tørvemos (Sphagnum fimbriatum) er en art af slægten tørvemos. Den danner mere eller mindre tætte tæpper. Arten er udbredt på næsten alle kontinenter (Antarktis dog kun på øerne i Sydishavet), og den er alle steder knyttet til let skyggede, våde og sure voksesteder.

## Beskrivelse
Frynset tørvemos' vækstform er sådan, at den efterhånden danner mere eller mindre tætte, rent lysegrønne tæpper. De centrale stængler har en løgformet endeknop, og de er bleggrønne til strågule og bærer blade, som er spatelformede og – i hvert fald fra spidsen og nedefter – stærkt frynsede langs randen. Den centrale stængel bærer ”grene”, som er forholdsvis lange og tynde og samlet i 3- til 4-tallige kranse, hvor den ene er opret, mens de øvrige hænger ned langs centralstænglen. Bladene på ”grenene” er spidse med indrullet bladspids. Mens de døde og tomme hyalocytter er tæt forsynet med porer og fibre, har de levende celler tydelige og fritliggende grønkorn.

## Hjemsted
Arten findes i Eurasien, Nordamerika og Sydamerika og i det sydlige Afrika, på New Zealand og forskellige øer i Sydishavet nær Antarktis. I Europa findes den fra Norge i nord til Frankrig i sydvest og Ungarn i sydøst. Overalt er planten afhængig af let skyggede, fugtige til våde voksesteder med næringsfattig og sur bund. Derfor findes den i lyse løvskove eller krat (gerne med Pil og birk) og i let forstyrrede højmoser. I Danmark er arten ret almindelig på let til kraftigt næringsfattige voksesteder.
I Tjekkiet har man især i distriktet omkring Doksy mange våde, næringsfattige og sure moser, hvor dunbirk og rødgran er de dominerende træarter. Her opstår plantesamfundet Thelypterido palustris-Alnetum glutinosae, hvor arten vokser sammen med bl.a. blåbær, blåtop, almindelig fredløs, almindelig star, sværtevæld, tørst, almindelig tørvemos, duskfredløs, dyndpadderok, engrørhvene, engviol, femhannet pil, grå star, hundehvene, kærmangeløv, kærsvovlrod, kærtidsel, mosebunke, næbstar, rødel, smalbladet mangeløv og topstar.

## Galleri
|  |  |  |  |

## Note
1. ↑  "N. Phephu: Sphagnum i Pretoria National Herbarium, 2009". Arkiveret fra originalen 1. marts 2016. Hentet 13. januar 2016.
2. ↑  Poul Evald Hansen: frynset tørvemos Arkiveret 29. oktober 2015 hos  Wayback Machine hos organisationen ”Fugle og Natur”.
3. ↑  Anonym (Vegetation Science Group): Thelypterido palustris-Alnetum glutinosae Klika 1940 Arkiveret 18. august 2016 hos  Wayback Machine – kort og præcis beskrivelse af denne vegetation (på (engelsk))